# تشارلز بوك
تشارلز بوك (بالإنجليزية: Charles Bock)‏‏ (1970 في وادي لاس فيغاس - ) روائي من الولايات المتحدة.